# TSR Podgórze
TSR Podgórze – telewizyjna stacja retransmisyjna z wieżą o wysokości 14 m, znajdująca się w Dusznikach-Zdroju na Podgórzu. Właścicielem obiektu jest EmiTel sp. z o.o.
23 kwietnia 2013 roku została zakończona emisja programów telewizji analogowej. Tego samego dnia rozpoczęto nadawanie sygnału trzeciego multipleksu w ramach naziemnej telewizji cyfrowej.

## Parametry
- Wysokość posadowienia podpory anteny: 850 m n.p.m.[3]
- Wysokość zawieszenia systemów antenowych: TV: 9, 13 m n.p.t.[3]

## Transmitowane programy

### Programy telewizyjne - cyfrowe
| Skład multipleksu                                                                               | Częstotliwość | Kanał | Moc promieniowana nadajnika | Polaryzacja | Kompresja wizji |
| ----------------------------------------------------------------------------------------------- | ------------- | ----- | --------------------------- | ----------- | --------------- |
| MUX 3 - TVP1 HD - TVP2 HD - TVP3 Wrocław - TVP Kultura - TVP Historia - TVP Sport - TVP Info HD | 506,00 MHz    | 25    | 0,026 kW                    | pozioma     | MPEG-4          |

## Nienadawane analogowe programy telewizyjne
Programy telewizji analogowej wyłączone 23 kwietnia 2013 roku.
| LP | Program | Właściciel            | Częstotliwość | Kanał | Moc nadajnika | Polaryzacja |
| -- | ------- | --------------------- | ------------- | ----- | ------------- | ----------- |
| 1  | TVP1    | Telewizja Polska S.A. | 207,25 MHz    | 10    | 0,03 kW       | pozioma     |
| 2  | TVP2    | Telewizja Polska S.A. | 519,25 MHz    | 27    | 0,1 kW        | pozioma     |